# ایهور پودولچاک
ایهور پودولچاک (اوکراینی: Ігор Подольчак؛ زادهٔ ۹ آوریل ۱۹۶۲) عکاس، کارگردان فیلم، نقاش، فیلم‌نامه‌نویس، و تهیه‌کننده فیلم اهل اوکراین است.